# 庫利什夫卡 (涅德里蓋利夫區)
50°52′19″N 33°49′55″E / 50.87194°N 33.83194°E
庫利希夫卡（羅馬化：Kulishivka）是位於烏克蘭東北部的村莊，由蘇梅州羅姆內區的內德里海利夫市鎮負責管轄。該村處於胡西河畔，距離霍魯日夫卡、康斯坦丁尼夫和布羅多克1.5公里，海拔高度153米，2001年人口345。